# 华中枸骨
华中枸骨（学名：Ilex centrochinensis）为冬青科冬青属的植物，是中国的特有植物。分布在中国大陆的四川、安徽、湖北等地，生长于海拔500米至1,000米的地区，多生在溪边的灌丛中、路旁及林缘，目前尚未由人工引种栽培。

## 别名
针齿冬青（拉汉种子植物名称），小果冬青（中国树木志），蜀鄂冬青（四川植物志），华中刺叶冬青（安徽植物志），齿缺枸骨（横断山区维管植物）